# Aphaenogaster striativentris
Aphaenogaster striativentris är en myrart som beskrevs av Auguste-Henri Forel 1895. Aphaenogaster striativentris ingår i släktet Aphaenogaster och familjen myror. Inga underarter finns listade i Catalogue of Life.